# Operátor ICT
Operátor ICT (OICT), původně Operátor Opencard, je akciová společnost hlavního města Prahy. Je provozovatelem systému pro výdej karet Lítačka, která nahradila kartu Opencard vydávanou společností eMoneyServices (EMS). OICT zaváděla též projekt Smart Prague, tedy moderní digitální a komunikační technologie, například pilotní projekt tzv. chytrých laviček, a inzerovala například zavádění čisté, sdílené, inteligentní a samořídicí mobility, jednotné, transparentní a bezpečné datové platformy, datově řízeného turistického ruchu, udržitelné energetiky, modernizace ve veřejném prostoru a inteligentní odpadové hospodářství. Mezi jeho projekty patří například multikanálový odbavovací systém MHD, dobíjecí infrastruktura pro elektromobily, senzorická síť veřejného osvětlení atd. Část projektů má být převedena na novou městskou společnost Technologie Hlavního města Prahy.  

## Služby poskytované Praze

### Datová platforma Golemio
OICT v rámci Smart Prague provozuje datovou platformu Golemio, která sdružuje rozmanitá data generovaná městem a zdarma je nabízí k dalšímu využití. Celá platforma byla zveřejněna jako open source.

### Mobilní aplikace
Společnost OICT vyvinula řadu (mobilních) aplikací pro veřejnost: 
- PID Lítačka. Mobilní aplikace PID Lítačka v sobě obsahuje vyhledávání spojení ve spojích Pražské integrované dopravy (PID) včetně možnosti koupit si jízdenku přímo v aplikaci. Od prosince 2019 je možné se kuponem v mobilní aplikaci prokázat i při kontrole revizorem.[2] Operátor ICT je provozovatelem systému Lítačka,[1] která nahradila kartu Opencard. Systém je dále rozvíjen v rámci multikanálového odbavovacího systému pro cestující v Praze a Středočeském kraji.
- Aplikace Moje Praha  slouží pro orientaci ve městě a přináší novinky a aktuality z městského života. Nabízí také přehled parkovacích zón a možnost platby za parkování.
- Interiérová navigace Škodův palác. Aplikace slouží pro navigaci v rozsáhlých prostorách Škodova paláce, ve kterém sídlí úředníci Magistrátu hlavního města Prahy. Aplikace nabízí možnost volby trasy například s ohledem na její bezbariérovost.
- Prague Visitor Pass. Připravovaná mobilní aplikace pro turisty má být hlavním bodem, kterým budou zahraniční návštěvníci interagovat se službami, které jim Praha nabízí.
- Praha sportovní. Mobilní aplikace a web nabízí přehled sportovního vyžití v hlavním městě.

V červenci 2019 OICT převzala do správy projekt a mobilní aplikaci Změňte.to. 

### Další projekty
Operátor ICT spolupracuje s dalšími městskými organizacemi, například s Technologiemi hlavního města Prahy nebo Institutem plánování a rozvoje hl. m. Prahy.[zdroj?]